# Carl Ruck
Carl Ruck (* 23. Dezember 1912; † 1980) war ein deutscher Hockeyspieler.
Carl Ruck spielte für den SC 1880 Frankfurt. Der Stürmer debütierte 1936 in der deutschen Hockeynationalmannschaft. Bei den Olympischen Spielen 1936 in Berlin erzielte er im Spiel gegen Afghanistan ein Tor und erhielt mit seinen Mannschaftskameraden die Silbermedaille. Insgesamt wirkte Carl Ruck von 1936 bis 1942 in 6 Länderspielen mit.